# Canned Dreams
Canned Dreams er en dansk-finsk dokumentarfilm fra 2011, der er instrueret af Katja Gauriloff efter manuskript af hende selv, Joonas Berghäll og Jarkko T. Laine.

## Handling
En film om, hvordan industrielt fremstillet mad ender på hylden i et finsk købmandsbutik. Filmen følger en dåse mad på sin 35.000 km lange rejse fra malmminer i Brasilien gennem flere forskellige lande i produktionen til en konservesfabrik i Frankrig. I sidste ende handler filmen om liv og drømme for folk i forskellige lande, som tager del i denne produktionskæde. Et utal af mennesker er involverede i hvert færdigt produkt, og dermed bliver en enkelt dåse mad metafor for et multikulturelt Europa.